# Avon Rubber
Avon Rubber plc é uma empresa Britânica de máxima tecnologia no ramo de pneus. A Avon já forneceu pneus para a Fórmula 1.